# Max Hengst
Max Hengst (28 de Março de 1913 — 23 de Setembro de 1993) foi um militar alemão da Luftwaffe durante a Segunda Guerra Mundial. Foi condecorado com a Cruz Germânica (grau ouro) e com a Cruz de Cavaleiro da Cruz de Ferro.